# Vojašnica Janka Premrla - Vojka
Vojašnica Janka Premla – Vojka (Caserma G. Bruner Dal’Alto, Vojašnica Vipava). Gradnja vojašnice se je začela pred prvo svetovno vojno za potrebe Avstro-Ogrske vojske.
Vojna je njeno gradnjo prekinila.
Po vojni je vojašnico prevzela italijanska vojska, ki jo je uporabljala do kapitulacije Italije leta 1943.
Vojašnico je nato začasno zasedla nemška vojska.
Po drugi svetovni vojni so bile v njej nameščene enota JLA.
Tako je ostalo vse do osamosvojitvene vojne leta 1991, po umiku JLA je vojašnico prevzela Slovenska vojska, ta jo uporablja še danes. 

## Zgodovina
Zaradi strateškega položaja Vipave je Avstro-Ogrska vojska začela leta 1911 tja nameščati svoje enote. Ker je vojski primanjkovalo prostora za namestitev čet je ta začela na severnem obrobju Vipave graditi novo vojašnico. Gradnjo vojašnice je leta 1914 prekinila prva svetovna vojna. Z odprtjem soške fronte, leta 1915, je delno zgrajene objekte zasedla vojska in jih uporabila za namestitev zalednih enot in kot vmesno postojanko za enote, ki so bile namenjene na bojišče. Po koncu vojne je Vipavo in okolico zasedla italijanska vojska. Zaradi bližine novonastale rapalske meje je Vipava ponovno začela pridobivati na strateškem položaju, zato je začela italijanska vojska tja nameščati svoje enote. Ker je vojski primanjkovalo prostora je od občine v zameno za vodovod odkupila delno zgrajeno in opuščeno vojašnico. Vojašnica je bila dograjena leta 1926, poimenovali pa so jo Caserma G. Bruner Dal’Alto. Italijanska vojska je v njej ostala do kapitulacije Italije, leta 1943, nato pa jo je zasedla nemška vojska. V nje je so bile nameščene enote SS pod poveljstvom poročnika Adolfa Pfeiferja. Enaindvajsetega junija 1944 zvečer je vojašnico napadla partizanska enota, spopad je trajal celo noč. Razen poškodovanih hiš v okolici in vojašnice žrtev ni bilo. Konec leta so se Nemci umaknili iz vojašnice. Po kocu vojne, maja 1945, je vojašnico zasedla JLA. Preimenovali so jo v Vojašnica Janka Premrl-Vojko. JLA je v desetletjih po vojni vojašnico večkrat obnovila in razširila v bližini Vipave pa je zgradila tudi druge podporne objekte.
Med desetdnevno vojno je bila vojašnica obkoljena in ni igrala pomembne vloge med osamosvajanjem Slovenije. Konec oktobra 1991 je JLA vojašnico zapustila v slabem stanju, objekte je nato zasedla TO zato se je začela njihova prenova. Ker so bili prebivalci Vipave naveličani vojske so 26. aprila 1992 izvedli referendum  o ukinitvi vojašnice. Referendum je uspel saj se je večina prebivalcev izrekla proti vojašnici. Njihove odločitve pa niso upoštevali saj se je obnova vojašnice nemoteno nadaljevala, nadaljevale pa so se tudi priprave za sprejem prvih nabornikov. Prenovljena vojašnica je bila slovesno odprta 20. junija 1992, na slovesnosti so vojašnico preimenovali v Vojašnico Vipava. Dva dni kasneje v vojašnico prišlo prvih 334 nabornikov iz Postojne in Vrhnike s čimer je nastal prvi bataljon 62. pehotne brigade. Enaindvajsetega junija 1996 so vojašnico Vipava preimenovali v Vojašnica Janko Premrl-Vojko. Leta 1997 so v vojašnico prišli naborniki, ki so v njej služili skupnih sedem mesecev vojaškega roka, nastala pa je tudi nova minometna četa z minometi 120 mm. Enovito služenje vojaškega roka je v vojašnici potekalo do reorganizacije Slovenske vojske in ukinitve 62. brigade konec leta 2001. Istega leta je v enoti prišlo do tragične nesreče, med streljanjem z minometi na strelišču Poček je prišlo, do eksplozije mine. V nesreči je umrl en vojak drugi pa je bil težko ranjen, en podčastnik pa je bil lažje ranjen. Po ukinitvi 62. brigade je vojašnici deloval EVOJ, enota za zavarovanje vojašnice in poveljstvo 24. vojnega teritorialnega poveljstva. Poveljstvo se je leta 2003 preselilo v Postojno, v Vipavi pa je začel delovati Center za usposabljanje poklicnih vojakov, ki tam deluje še danes.

## Druge dejavnosti
Ob odprtju vojašnice leta 1992 je v prostorih vojašnice začela delovati zasebna zbirka predmetov najdenih na soški fronti. Predmete je od leta 1978 zbiral Mitja Močnik. To je bila prva muzejska zbirka v okviru nove Slovenske vojske in ena redkih zbirk postavljena na ogled zunanjim obiskovalcem. Zbirka se je v dveh desetletjih neprestano širila in tako je nastal Vojni muzej Vipava-soška fronta 1915/17.

## Poveljniki (1992 do danes)
- podpolkovnik Friderik Markovčič
- major Boris Uršič
- kapitan korvete Stanko Dužič
- podpolkovnik Emil Velikonja
- polkovnik Srečko Lisjak
- kapitan fregate Boris Geršak
- polkovnik Milan Rožanec

## Enote v vojašnici
- Center za usposabljanje Slovenske vojske
- EVOJ